# Näcktjärnen (Vänjans socken, Dalarna)
Näcktjärnen är en sjö i Mora kommun i Dalarna och ingår i Dalälvens huvudavrinningsområde.